# Instemmingsrecht (scholen)
Instemmingsrecht is een recht dat een medezeggenschapsraad (MR) in het primair en voortgezet onderwijs in Nederland op grond van de WMS heeft. De WMS geeft richtlijnen op welke beleidsterreinen volgens het MR-statuut minimaal instemmingsrecht moet toestaan. Een aantal onderwerpen behoeven alleen instemming van de personeelsgeleding of de ouder(-leerlingen)geleding
Het instemmingsrecht houdt in dat het bevoegd gezag van de school op het omschreven terrein voorstellen ter instemming aan de MR moet voorleggen. De MR mag beargumenteerd instemming onthouden. Wanneer de MR instemming aan een voorstel onthoudt, kan het bevoegd gezag ervoor kiezen hierover een geschil voor te leggen bij de geschillencommissie waarbij de school is aangesloten. De argumentatie speelt bij dergelijke geschillen een grote rol.